# Gabi Groß
Gabi Groß ist eine ehemalige deutsche Fußballspielerin.

## Karriere
Groß gehörte Tennis Borussia Berlin von 1979 bis 1982 als Torhüterin an. Für den Verein bestritt sie in der Verbandsliga Berlin Punktspiele. 
Als Meister aus dieser 1981 hervorgegangen, war ihre Mannschaft berechtigt an der Endrunde um die Deutsche Meisterschaft teilzunehmen. Am 20. Juni 1981 gehörte sie der Mannschaft an, die im Stadion An der Paffrather Straße, der Heimspielstätte der SSG 09 Bergisch Gladbach, gegen diese mit 0:4 im Finale unterlegen war. Am 25. Juni 1983 erreichte ihre Mannschaft erneut das Finale – erneut gegen die SSG 09 Bergisch Gladbach; mit Birgit Sassor im Tor unterlag sie mit 0:6 noch deutlicher.
Im Wettbewerb um den DFB-Pokal unterlag ihre Mannschaft beim KBC Duisburg mit 2:5 im Viertelfinale, nachdem sie die SSG 09 Bergisch Gladbach mit 3:1 im heimischen Mommsenstadion im Achtelfinale hatte bezwingen können.

## Erfolge
- Finalist Deutsche Meisterschaft 1981, 1983 (ohne Finaleinsatz)
- Berliner Meister 1981, 1983
- Berliner Pokalsieger 1982